# Samuel David Coleman
Samuel David Coleman (Monrovia 15 januari 1894 - aldaar 27 juni 1955) was een Liberiaans politicus en oppositieleider.

## Biografie
Hij was de zoon van president William David Coleman (r. 1896-1900) en studeerde rechten aan het College of West Africa in Monrovia en vervolgde zijn studie in Dakar, Senegal. Hij vestigde zich als advocaat en hij was hoofdaanklager (1924-1928); onderminister van Buitenlandse Zaken (1928-1932) en senator voor Montserrado County (1932-1934). Vervolgens was hij nationaal voorzitter van de True Whig Party (1931-1934) en minister van Binnenlandse Zaken onder president William Tubman van 1944 tot 1952. 
Zijn hele politieke carrière was Coleman een buitenbeentje die corruptieschandalen aan het licht bracht en vaak overhoop lag met de machthebbers, ook al maakte hij zelf deel uit van de Americo-Liberiaanse elite en vervulde hij verschillende ministersposten. In 1930 was hij een van de aanhangers van de impeachment-procedure om president Charles King - die betrokken zou zijn, of op z'n minst ze ogen toesloot, bij de "werving" van dwangarbeiders die moesten gaan werken in Spaans-Guinea - af te zetten. Nog in hetzelfde jaar trad King af. Met president Arthur Barclay, de opvolger van King, kwam het tot een hoog oplopend conflict en de president verwijderde Coleman van zijn positie als nationaal voorzitter van de True Whig Party en dwong hem zijn senaatzetel op te geven (1934).
In 1943 werd hij de naaste medewerker van William Tubman die in dat jaar tot president van Liberia werd gekozen. Coleman werd door Tubman in zijn regering op genomen als minister van Binnenlandse Zaken. In 1952 nam hij als minister ontslag en begon zich steeds meer te ergeren aan de autoritaire regeringsstijl van Tubman. Tijdens de verkiezingscampagne van 1955 steunde hij de kandidatuur van Arthur Barclay, inmiddels de aartsrivaal van Tubman. Tubman won uiteindelijk met gemak de verkiezingen maar bleef op zijn hoede voor de oppositie. Een vermeende moordaanslag op Tubman in 1955 leidde tot de arrestatie van verscheidene oppositieleiders, waaronder Coleman. Op 27 juni 1955 werd hij door agenten van de veiligheidsdienst doodgeschoten.